# Concert du nouvel an 1998 à Vienne
Le concert du nouvel an 1998 de l'orchestre philharmonique de Vienne, qui a lieu le 1er janvier 1998, est le 58e concert du nouvel an donné au Musikverein, à Vienne, en Autriche. Il est dirigé pour la troisième fois par le chef d'orchestre indien Zubin Mehta, trois ans après sa précédente apparition.
Johann Strauss II y est toujours le compositeur principal, mais ses frères Josef et Eduard sont représentés respectivement avec cinq et une pièces, et leur père Johann présente une seconde œuvre en plus de sa célèbre Marche de Radetzky qui clôt le concert. Par ailleurs, Josef Hellmesberger II, avec un galop, y est entendu pour la seconde fois consécutive, après avoir fait son entrée au programme l'année précédente.
Sept pièces sur les dix-neuf au total sont jouées pour la première fois au concert du nouvel an, dont quatre en ouverture. En outre, les Petits Chanteurs de Vienne sont présents sur deux pièces.

## Programme

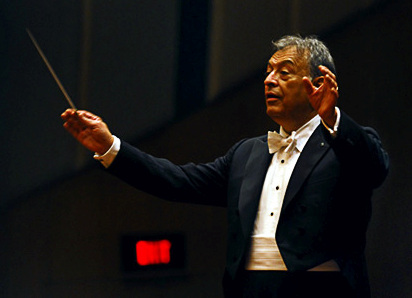
Le chef Zubin Mehta (en 2008)

Les pièces suivies d'un astérisque (*) sont jouées pour la première fois

### Première partie
1. Johann Strauss II : Wo uns’re Fahne weht, marche, op. 473*
2. Johann Strauss II : Nachtfalter, valse, op. 157*
3. Josef Hellmesberger II : Kleiner Anzeiger, galop, op. 4*
4. Josef Strauss : Die Schwebende, polka-mazurka, op. 110*
5. Josef Strauss : Jocus-Polka, polka rapide, op. 216
6. Johann Strauss II : Nordseebilder, valse, op. 390
7. Johann Strauss II : Tritsch-Tratsch-Polka, polka rapide, op. 214, version vocale par les Petits Chanteurs de Vienne

### Deuxième partie
1. Johann Strauss II : ouverture de l'opérette Prinz Methusalem (de)
2. Johann Strauss II : Wiener Bonbons, valse, op. 307
3. Johann Strauss : Marianka, polka, op. 173*
4. Josef Strauss : In der Heimath, polka-mazurka, op. 231*
5. Johann Strauss II : Annen-Polka, polka, op. 117, version vocale par les Petits Chanteurs de Vienne
6. Josef Strauss : Plappermäulchen, polka rapide, op. 245, arrangements de Michael Rot
7. Johann Strauss II : Neue Melodien-Quadrille, quadrille, op. 254*
8. Johann Strauss II : Roses du Sud, valse, op. 388
9. Eduard Strauss : Bahn frei, polka rapide, op. 45

### Rappels
1. Johann Strauss II : Nur fort, polka rapide, op. 383*
2. Johann Strauss II : Le Beau Danube bleu, valse, op. 314
3. Johann Strauss : Marche de Radetzky, marche, op. 228